# Lyncestis grandidieri
Lyncestis grandidieri là một loài bướm đêm trong họ Erebidae.